# Пальза

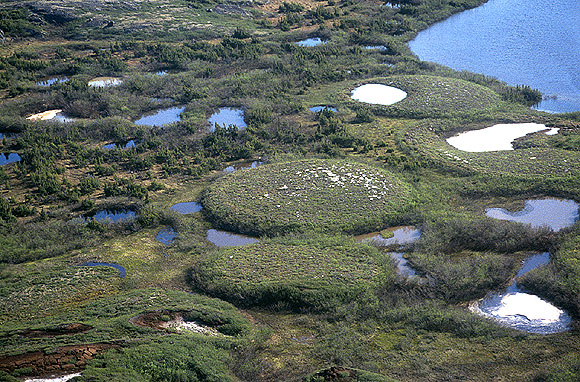

Міграційні горби пучення або Пальзи (англ. Palsa, місцева назва в Канаді, де ці горби поширені) — кріогенні форми рельєфу, що утворилися нагромадженням торфу з мінеральним ґрунтом. Формуються на болотах, в результаті термокарсту або льодоутворення зі спучуванням. Мають висоту до 7 метрів, діаметр до 50 метрів.

## Класифікація міграційних горбів пучення
Міграційні горби (пальса) бувають однорічні і багаторічні.
Однорічні можуть досягати висоти 1,5-2,0 м.
Багаторічні, як правило, мають висоту до 2-3 м і розміри в основі від 3-4 м до декількох десятків і навіть сотень метрів. В окремих випадках їх висота досягає 4-8 м і більше.

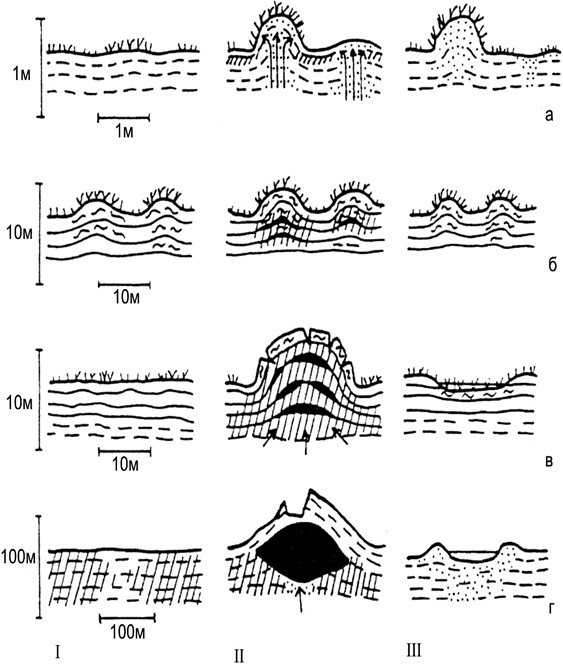
а,б - Однорічнів,г - Багаторічні

## Будова міграційних горбів пучення
Більшість горбів тільки з поверхні складені торфом, їх ядро має супіщаний або суглинистий склад.
Об'єм прошарків льоду при цьому досягає 40-60% загального об'єму ядра.
Джерелом надходження вологи при утворенні прошарків сегрегаційного льоду у ядрах горбів є запаси води в самих породах, у водоносних піщаних, галечникових шрах, які залягають на деякій глибині, а також, води, які мігрують до фронту промерзання з ділянок що оточують торф'яні купини.